# Blanca Estrada (attrice)
Blanca Estrada (La Felguera, 1946) è un'attrice spagnola.

## Biografia
Precedendo la collega Susana Estrada, Blanca è apparsa nella prima fase del concorso della televisione spagnola, Un, dos, tres... responda otra vez, nel 1973, insieme ad un'altra attrice come Marcia Bell. Dopo la sospensione del programma, è apparsa come una conduttrice del programma musicale realizzato da Valeriu Lazarov, ¡Señoras y señores! (1974). Da quel momento, si è concentrata su una carriera cinematografica durata nove anni (dal 1973 al 1982), in una trentina film anche di contenuto semi erotico.
Nel 1982 è tornata in televisione a collaborare di nuovo con Chicho Ibáñez Serrador in un episodio della nuova  serie Historias para no dormir, dal titolo El fin empezó ayer, con Manuel Tejada.
Si sposò molto giovane. In seguito ha vissuto, negli anni settanta, un rapporto con Jorge Nieto, scomparso prematuramente. Successivamente sposò Joaquin Ocio, anch'esso morto prematuramente e quindi il giornalista Alejo García. Attualmente vive a Malaga.

## Filmografia (parziale)
- Odio a mi cuerpo di León Klimovsky (1974)
- El Libro del Buen Amor di Julián Marcos (1975)
- Sábado, chica, motel ¡qué lío aquel! di José Luis Merino (1976)
- Taxi Love, servizio per signora di Sergio Bergonzelli (1976)
- Dios bendiga cada rincón de esta casa di Chumy Chúmez (1977)
- Historia de 'S' di Francisco Lara Polop (1979)
- Los cántabros di Jacinto Molina (1980)
- Un cero a la izquierda di Gabriel Iglesias (1980)